# Аврух Борис Леонідович
Борис Леонідович Аврух (8 січня 1978, Караганда) — ізраїльський шахіст казахського походження, старший тренер ФІДЕ (FIDE Senior Trainer) від 2012, гросмейстер від 1997 року.

## Шахова кар'єра
1990 року здобув звання чемпіона світу серед юнаків до 12 років. Від 1995 року на міжнародній арені виступав під кольорами Ізраїлю. У 1998—2008 роках взяв участь у всіх шести шахових олімпіадах, здобувши дві нагороди в особистому заліку: золоту (1998, 8 очок у 10 партіях на 4-й шахівниці) а також бронзову (2006, на 4-й шахівниці). 2005 року виступив за збірну країни на командному чемпіонаті світу в Беер-Шеві, здобувши бронзову медаль в особистому заліку на 4-й шахівниці. Також є чотириразовим срібним медалістом командних чемпіонатів Європи: двічі в командному заліку (2003, 2005) а також двічі в індивідуальному заліку (2005, на 4-й шахівниці).
Досягнув низки успіхів на міжнародних турнірах, виграв чи поділив 1-ше місце, в тому числі у Вейк-ан-Зеє (2000, турнір B, разом з Сергієм Тівяковим i Олександром Оніщуком), Білі (опен: 2000, 2001), Андорра-ла-Вельї (2001), Тель-Авіві (2002, чемпіонат Ізраїлю), Бенідормі (2008, разом з в тому числі Володимиром Бурмакіним) , Копенгагені (2009, турнір Politiken Cup, разом з Парімар'яном Негі) а також Цюриху (2009, разом з Олександром Арещенком).
2001 року взяв участь у чемпіонаті світу ФІДЕ, який відбувся в Москві за нокаут-системою, але в 1-му раунді програв Бартоломею Мачеї й вибув з подальшої боротьби.
Найвищий рейтинг Ело дотепер мав станом на 1 вересня 2009 року, досягнувши 2668 пунктів посідав тоді 60-те місце в світовій класифікації ФІДЕ.

## Зміни рейтингу
| На цьому місці має відображатися графік чи діаграма, однак з технічних причин його відображення наразі вимкнено. Будь ласка, не видаляйте код, який викликає це повідомлення. Розробники вже працюють для того, щоби відновити штатне функціонування цього графіка або діаграми. | |
| | На цьому місці має відображатися графік чи діаграма, однак з технічних причин його відображення наразі вимкнено. Будь ласка, не видаляйте код, який викликає це повідомлення. Розробники вже працюють для того, щоби відновити штатне функціонування цього графіка або діаграми. |